# 吉爾·維倫紐夫
吉爾·維倫紐夫（法語：Joseph Gilles Henri Villeneuve，法語發音：[ʒil vil.nœv]，1950年1月18日—1982年5月8日）是一位加拿大F1赛车手。他是一位傳奇性的車手，以充滿激情的駕駛風格深受車迷的喜愛，法拉利的創始人恩佐·法拉利視他如親生兒子。1982年，他在比利時大獎賽的排位賽中不幸發生車禍喪生。他的兒子雅克·维伦纽夫在1997年成為了第一位加拿大籍的世界車手冠軍。

## 早年經歷

### 雪地賽車
維倫紐夫家族是加拿大魁北克省的一個著名的賽車世家，屬於法裔加拿大人，吉爾·維倫紐夫的弟弟老雅克·維倫紐夫（Jacques Villeneuve Sr.）是一名北美有名的越野賽車手。而維倫紐夫從小就接觸賽車運動，青年時期，他是一名雪地賽車手，曾經奪得1973、1975年加拿大雪地賽車冠軍，1974年維倫紐夫在世界雪地賽車錦標賽奪得世界冠軍。維倫紐夫在雪地賽車裡磨練出了大膽的甩尾技巧，並且學到了一套獨特的操控技術而風靡於世。

### 初階方程式
1974年，維倫紐夫參加了大西洋方程式（Formula Atlantic），他加入了Ecurie Canada車隊當付費車手。在安大略的比賽，他發生了嚴重車禍撞斷了左腿，但是一個月以後，他在腿上仍然打上石膏的情況下強行繼續參賽。1975年，維倫紐夫拿到了他的第一座大西洋方程式分站冠軍。1976年，維倫紐夫在大西洋方程式的Trois Rivieres邀請賽中擊敗了當年的F1世界冠軍詹姆士·亨特（James Hunt），得到冠軍獎盃。1977年，維倫紐夫奪下大西洋方程式總冠軍。

## F1

### 麥凱倫車隊時代
維倫紐夫在1976年Trois Rivieres邀請賽的精彩表現得到了幾支F1車隊的興趣。1977年，他得到迈凯伦车队的客戶賽車合約參加該年的英國站，維倫紐夫在排位賽取得第9名，並且以第11名完賽，但是麥凱倫車隊沒有他的空間，維倫紐夫無法取得正式車手的席位。

### 法拉利車隊時代

#### 1977年
1977年賽季中，由於法拉利車隊（Ferrari F1 Team）和隊上主將，三屆世界冠軍尼基·勞達(Niki Lauda)的歧見愈來愈深，因此在賽季還剩下兩場比賽的時候，法拉利車隊臨時找來維倫紐夫代打，初次為法拉利車隊出賽的維倫紐夫僅僅以第12名完賽。本年度最後一站日本站，維倫紐夫和泰瑞爾車隊（Tyrrell F1 Team）的羅尼·彼得森（Ronnie Peterson）發生碰撞，維倫紐夫的法拉利賽車騰空飛起，墜落在觀眾席上，當場造成2人死亡、9人輕重傷的慘劇。維倫紐夫本人則奇蹟性的毫髮無傷，這次嚴重的車禍引起軒然大波，維倫紐夫幾乎遭到法拉利車隊開除。

#### 1978年
1978年是維倫紐夫為法拉利車隊完整出賽的第一年。第四站美西站，維倫紐夫和彩虹車隊（Shadow F1 Team）的克萊‧瑞格佐尼（Clay Regazzoni）又發生了嚴重的事故，維倫紐夫狂暴的駕駛風格再度引起極大爭議。第六站比利時站，維倫紐夫以第4名完賽，初次獲得積分。第十二站澳洲站，維倫紐夫取得第3名初次上頒獎台。本年度最後一站，在維倫紐夫的祖國加拿大舉行，維倫紐夫終於取得了他生平第一座F1冠軍，駕駛能力逐漸受到肯定。

#### 1979年
1979年是維倫紐夫生平最成功的一年，這年他一共取得了3座分站冠軍，並且和隊友裘迪·薛克特（Jody Scheckter）一直纏鬥到最後面才以四分之差讓出世界冠軍。其中第八站法國站最後三圈維倫紐夫和雷諾車隊（Renault F1 Team）車手勒内·阿尔努為了爭奪第二名展開激鬥，兩人不斷的互相交換領先位置，激烈的程度令人血脈賁張，成為F1史上最著名的經典片段。第十二站荷蘭站，維倫紐夫在後輪爆胎的情況之下依舊試圖搶救賽車，掙扎回修理站，儘管最後沒有挽救成功，但其頑強的意志力和決心令人感到驚訝。

#### 1980年
1980年是法拉利隊史上最屈辱的一年，由於新車開發嚴重的失誤，注定了本年度將是一個多災多難的賽季。去年的冠軍隊法拉利車隊整年下來只得到可恥的8分積分，年度排名落到第10名。維倫紐夫最終只為車隊拿到6分積分，至於他的隊友，去年的世界冠軍薛克特全年只得到悲慘的2分積分，另他在本賽季結束後心灰意冷，宣布退休。

#### 1981年
1981年法拉利車隊狀態回穩，雖然車隊新開發的渦輪增壓引擎還不是很穩定，但是維倫紐夫依舊為車隊奪下兩座分站冠軍。本年度第六站摩納哥站，維倫紐夫在狹小的市街賽道中大膽的使用甩尾技巧，維倫紐夫的賽車僅以幾公分的距離貼牆而過，將駕駛技巧發揮到極點，奪下了該站冠軍，這場比賽被譽為其生涯最精彩的比賽。第十四站加拿大站，在傾盆大雨中，維倫紐夫的賽車前翼折斷，遮住了他的視線，在極度危險的狀況之下，維倫紐夫勇猛果決的將前翼扯下扔到一旁，最終奇蹟的以第3名完賽，其藝高人膽大的舉動令人看的怵目驚心。

#### 1982年

##### 悲劇的原點：圣马力诺大獎賽
1982年的圣马力诺站是本年一切不祥事件的根源，由於FISA以安全的理由規定各車隊不得再使用空力套件來使賽車得到地面效應。導致一半以上的車隊聯合抵制本站賽事的抗議行動，將近20輛賽車從起跑線上消失。原本法拉利車隊也打算聯合抵制行動，但是由於義大利方面的強大壓力，法拉利車隊最後同意參賽。
這場只有12輛賽車參加的比賽，由於唯一的競爭對手雷諾車隊的引擎不穩定早早退賽，兩位法拉利車手維倫紐夫和隊友迪迪埃·皮罗尼一路遙遙領先。在終場前，車隊下達指令命令兩位車手保持現有的名次，因此領先的維倫紐夫毫無防備，這時皮洛尼卻突然從後面超越了維倫紐夫。原本維倫紐夫還以為隊友只是想給觀眾帶來一段餘興節目，但沒想到皮洛尼不肯把位置讓回來了。
從事後頒獎台上的影片上可以清楚的看到，維倫紐夫對隊友的背叛行為極度憤怒，維倫紐夫事後宣稱再也不跟隊友說話，他決定接下來一定要狠狠的擊倒隊友，兩個人的關係已經難以修復。

##### 維倫紐夫之死：比利時大獎賽
兩個禮拜後的比利時大獎賽，維倫紐夫在排位賽中不斷的抱怨賽車的設定不夠好，無法做出速度。排位賽快要結束前，皮洛尼做出了比維倫紐夫還要快的名次，再度激怒了維倫紐夫，在這種情況下，他已經失去了冷靜，因此維倫紐夫再度出站企圖做出超過皮洛尼的成績。
這時排位賽已經快要結束，賽道上相當擁擠，維倫紐夫逼近了March車隊的约亨·梅斯（Jochen Mass），維倫紐夫原本以為梅斯沒有打算讓車，因此向右邊切入超車，但不料這時梅斯剛好轉向右邊準備讓維倫紐夫過去，結果維倫紐夫的賽車撞倒了梅斯的賽車的後輪，兩輛賽車高速的衝撞之下，維倫紐夫的賽車彈向高空，在劇烈的翻轉中，維倫紐夫被重重的拋出了賽車外。一天後，維倫紐夫在醫院裡嚥下了最後一口氣。

### 死後
維倫紐夫過世後，加拿大航空出動專機護送他的遺體回到家鄉蒙特婁，加拿大政府為他舉行了國葬儀式，並且將蒙特婁的聖母島賽道(法語：Île Notre-Dame Circuit)改名為吉尔·维伦纽夫赛道。

### 懊悔的皮洛尼
維倫紐夫的死對皮洛尼造成了極大的衝擊，此後，他在本賽季一度在積分榜上領先，但是在1982年第十二站德國站的排位賽中，在大雨中，皮洛尼撞上了雷諾車隊的（Alain Prost），和維倫紐夫一樣飛上了高空。幸運的是，皮洛尼並沒有被甩出車外，保住了性命，但是他的雙腿嚴重骨折，也結束了他的F1賽車生涯。1986年，他的雙腿康復後嘗試在F1復出，雖然在測試中仍能做出快速時間，但因過往傷患和保險問題令他只能轉戰賽艇。
皮洛尼是真心的為他一手釀出來的悲劇感到懺悔，他的房間掛滿了和維倫紐夫的合照。在發生意外五年後的1987年，皮洛尼在一場遊艇競賽中意外身亡，終年35歲。
他的女友數月後為他生下一對雙胞胎，後來她將這兩名遺腹子取名為迪德(Didier)和吉爾(Gilles)，以紀念這對曾經的好朋友。
之後於2014年，雙胞胎之一的吉爾·皮洛尼(Gilles Pironi)加入了梅賽德斯車隊，成為該車隊的機械工程師，並於2020年英國大獎賽代表車隊的身分站上了頒獎台。

### 法拉利「27」號傳說
維倫紐夫過世時所使用的27號車號，成為了法拉利車隊最神聖的車號，由於當時各隊的車號是固定的，所以一直到1996年以前，法拉利的王牌車手一直使用27號。

### 吉爾之子 雅克·維倫紐夫
吉爾·維倫紐夫過世後整整15年，他的兒子（Jacques Villeneuve）取得了F1的世界冠軍，達成了父親未能完成的夢想，也是F1歷史上唯一一位加拿大世界冠軍。雅克‧維倫紐夫僅僅26歲就囊括了F1世界冠軍、CART世界冠軍、以及印地500冠軍，他在取得後兩項錦標的時候，所用的車號就是父親的27號。

## 歷年成績
| 賽季 | 車隊                                | 出賽 | 桿位 | 最快圈速 | 分站冠軍 | 頒獎台 | 積分 | 年度排名 |
| ---- | ----------------------------------- | ---- | ---- | -------- | -------- | ------ | ---- | -------- |
| 1977 | 迈凯伦车队（McLaren Ford Cosworth） | 1    | 0    | 0        | 0        | 0      | 0    |          |
| 1977 | 法拉利車隊（Ferrari）               | 2    | 0    | 0        | 0        | 0      | 0    |          |
| 1978 | 法拉利車隊（Ferrari）               | 16   | 0    | 1        | 1        | 2      | 17   | 第九名   |
| 1979 | 法拉利車隊（Ferrari）               | 15   | 1    | 6        | 3        | 7      | 53   | 第二名   |
| 1980 | 法拉利車隊（Ferrari）               | 14   | 0    | 0        | 0        | 0      | 6    | 第十名   |
| 1981 | 法拉利車隊（Ferrari）               | 15   | 1    | 1        | 2        | 3      | 25   | 第七名   |
| 1982 | 法拉利車隊（Ferrari）               | 4    | 0    | 0        | 0        | 1      | 6    | 第十五名 |